# Hmar People's Convention
De Hmar People's Convention (HPC) werd opgericht als politieke partij in Noordoost-Mizoram in 1986 met de doelstelling om de rechten van het Hmar-volk te bevorderen. In 1987 veranderde de HPC van koers en nam de wapens op te tegen India. Eerst streefden zij voor meer autonomie, maar sinds 1991 streefden zij naar onafhankelijkheid. Zij zelf spreken van een Greater Mizoram, het hele gebied waar het Hmar-volk woont. De HPC staat onder leiding van Lalrupui.